# Пијестина
Пијестина је насељено мјесто у граду Горажду, Босна и Херцеговина.

## Становништво
|         | 2013.       | 1991.        | 1981.         | 1971.         |
| Укупно  | 22 (100,0%) | 82 (100,0%)  | 114 (100,0%)  | 142 (100,0%)  |
| Бошњаци | 22 (100,0%) | 82 (100,0%)1 | 114 (100,0%)1 | 142 (100,0%)1 |

1. 1 На пописима од 1971. до 1991. Бошњаци су пописивани углавном као Муслимани.